# Protein Data Bank
A Protein Data Bank (PDB) nagy biomolekulák, például fehérjék és nukleinsavak háromdimenziós szerkezeti adatait tartalmazó adatbázis. A jellemzően röntgenkrisztallográfiával, NMR-spektroszkópiával vagy krioelektronmikroszkópiával szerzett, biológusok és biokémikusok által gyűjtött adat szabadon elérhető az interneten tagszervezetei, a PDBe, a PDBj, az RCSB és a BMRB útján. A PDB-t a Worldwide Protein Data Bank (wwPDB) felügyeli.
A PDB fontos a szerkezeti biológia területein, például a szerkezeti genomikában. A legtöbb nagy tudományos folyóirat és társaság a kutatóknak megköveteli a szerkezeti adatok elküldését a PDB-be. Számos adatbázis használ a PDB-ben lévő fehérjeszerkezeteket. Például a SCOP és a CATH fehérjeszerkezeteket csoportosítanak, a PDBsum a PDB-bejegyzések grafikus megjelenítését mutatja más forrásokból származó (például génontológiai) információ révén.

## Történet
Két oka volt a PDB létrehozásának: a röntgendiffrakcióval meghatározott kevés, de egyre növekvő mennyiségű fehérjeszerkezeti adat, valamint az 1968-ban megjelent molekuláris kijelző, a Brookhaven Raster Display (BRAD), mely képes volt e szerkezeteket 3D-ben megjeleníteni. 1969-ben Walter Hamilton segítségével a Brookhaven National Laboratorynél Edgar Meyer (Texas A&M University) szoftvert kezdett írni az atomi koordináták közös formátumban való tárolására geometriai és grafikai elemzéshez. 1971-től Meyer SEARCH-e lehetővé tette az adatbázisban lévő információ távoli hozzáférését a fehérjeszerkezetek hálózaton kívüli tanulmányozásához. Ez a hálózatban fontos volt, így ekkor indult el ténylegesen a PDB.
A Protein Data Banket 1971 októberében jelentették be a Nature New Biologyban a Cambridge Crystallographic Data Centre (Egyesült Királyság) és a Brookhaven National Laboratory együttműködésével.
Hamilton halálakor (1973) Tom Koeztle lett a PDB vezetője az ezt követő 20 évre. 1994 januárjában az izraeli Weizmann Kutatóintézetnél dolgozó Joel Sussman lett a PDB vezetője. 1998 októberében a PDB a Research Collaboratory for Structural Bioinformaticshez (RCSB) került; ez 1999 júniusában ért véget. Új vezetője az RCSB egyik vezető intézeténél, a Rutgers Egyetemnél (a másik a San Diegó-i Számítási Központ volt) dolgozó Helen M. Berman lett. 2003-ban a wwPDB létrejöttével a PDB nemzetközi szervezetté vált. Alapító tagjai a PDBe (Európa), az RCSB (Amerikai Egyesült Államok) és a PDBj (Japán) voltak. A BMRB 2006-ban csatlakozott. A wwPDB mind a 4 tagja gyűjthet, feldolgozhat és eloszthat PDB-adatokat. Az adatfeldolgozás arra utal, hogy a wwPDB dolgozói ellenőriznek és jelölnek minden beküldött adatot. Az adatokat ezután automatikusan ellenőrzi egy nyílt forráskódú szoftver, hogy lehetségesek-e.

## Tartalom

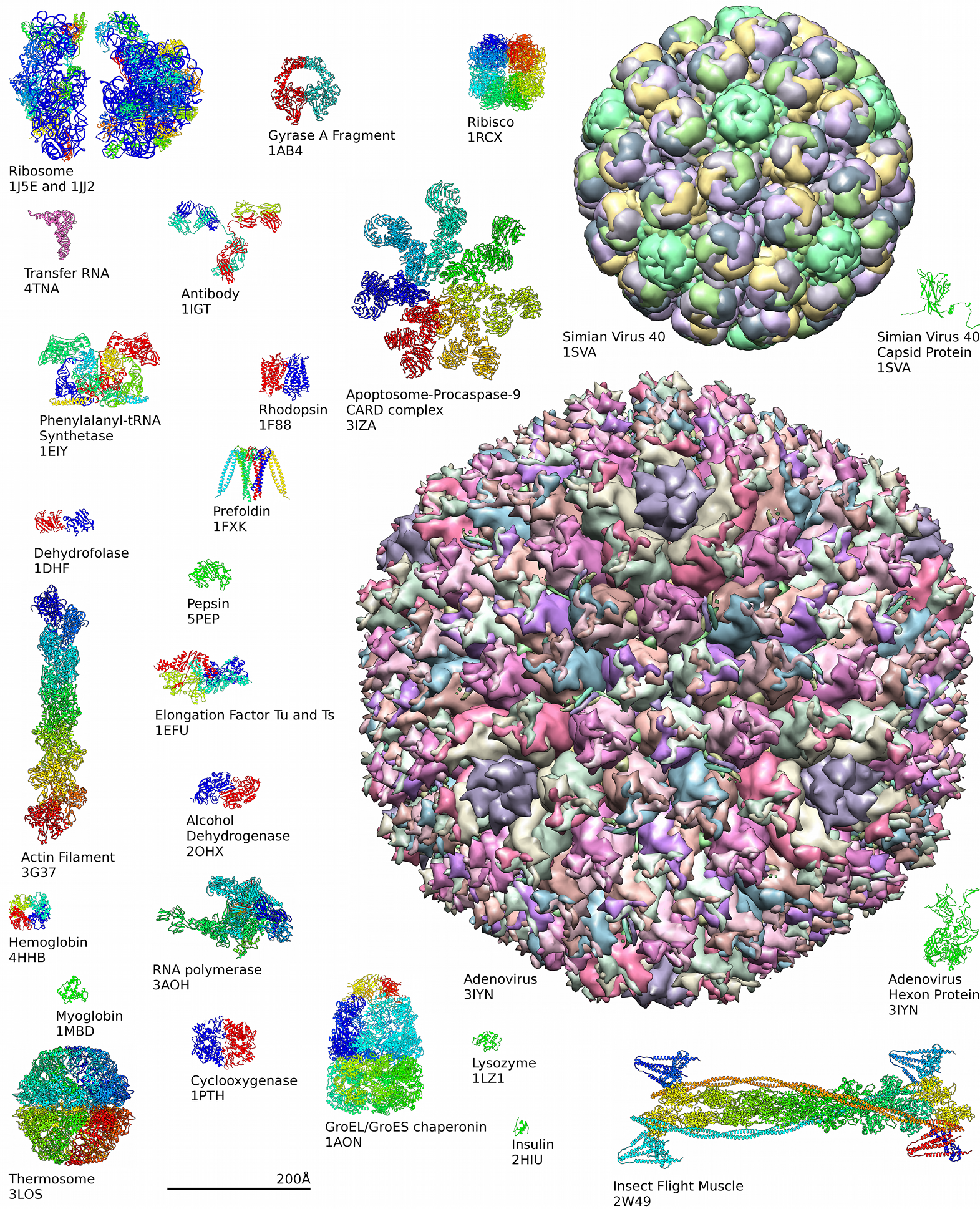
PDB-ben lévő fehérjeszerkezetek példái (UCSF Chimerával készítve)

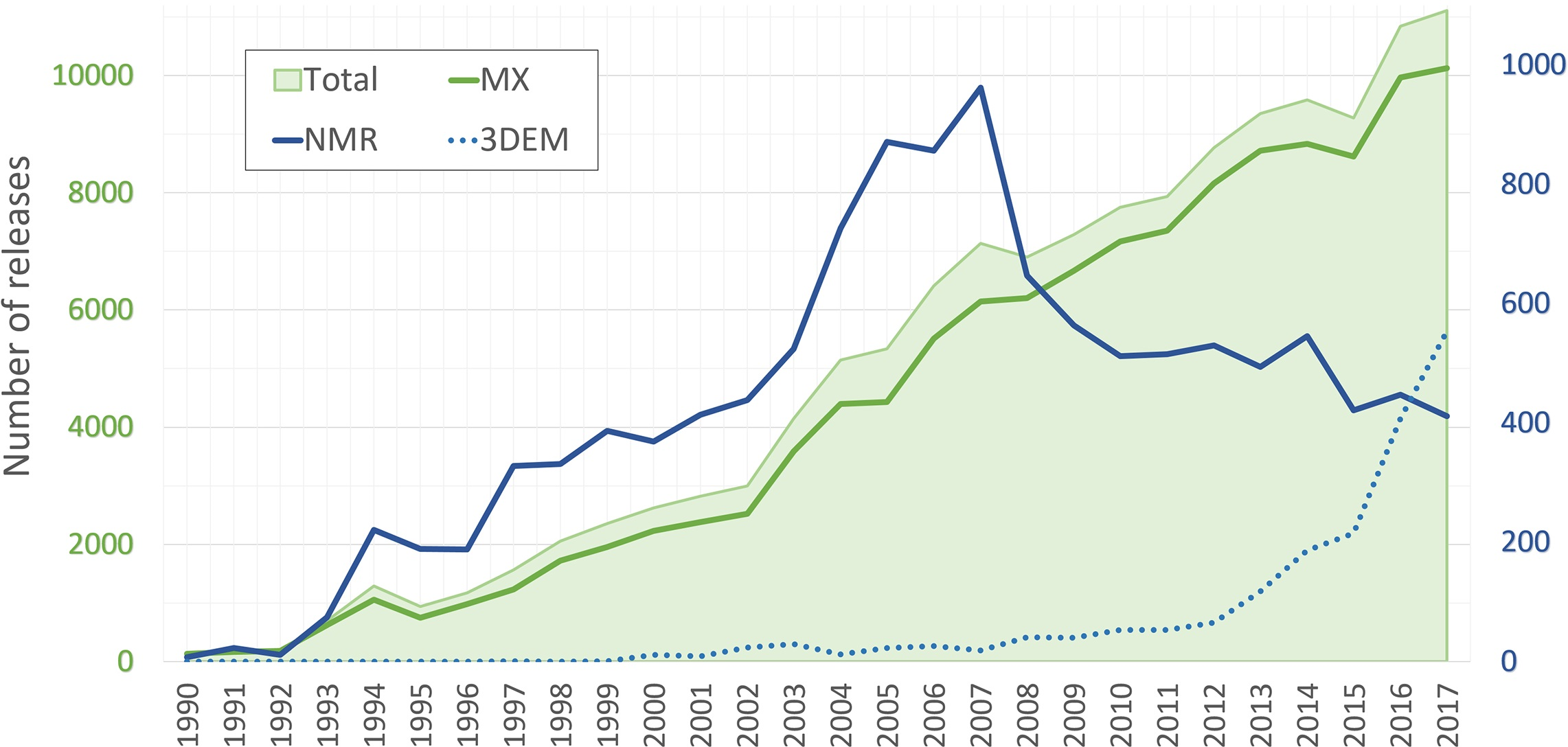
Fehérjeszerkezetek meghatározásának sebessége módszerenként és évenként. MX = makromolekuláris krisztallográfia, 3DEM = 3D-elektronmikroszkópia.

A PDB szerdánként (UTC) frissül a listájával együtt. 2023. január 10-én a PDB-ben az alábbiak voltak:
| Kísérleti módszer         | Csak fehérjék | Fehérjék oligoszacharidokkal | Fehérje-nukleinsav komplexek | Csak nukleinsavak | Egyéb | Csak oligoszacharidok | Összesen |
| ------------------------- | ------------- | ---------------------------- | ---------------------------- | ----------------- | ----- | --------------------- | -------- |
| Röntgendiffrakció         | 152 277       | 8 969                        | 8 027                        | 2 566             | 163   | 11                    | 172 013  |
| NMR                       | 12 104        | 32                           | 281                          | 1 433             | 31    | 6                     | 13 887   |
| Krioelektron-mikroszkópia | 9 226         | 1 633                        | 2 898                        | 77                | 8     | 0                     | 13 842   |
| Hibrid                    | 189           | 7                            | 6                            | 12}               | 0     | 1                     | 215      |
| Neutron                   | 72            | 1                            | 0                            | 2                 | 0     | 0                     | 75       |
| Egyéb                     | 32            | 0                            | 0                            | 1                 | 0     | 4                     | 309      |
| Összesen                  | 173 900       | 10 642                       | 11 212                       | 4 091             | 202   | 22                    | 200 069  |

162 041 szerkezetnek van szerkezetifaktor-, 11 242-nek NMR-korlátozási, 5774-nek kémiaieltolódás-, 13 388-nak 3DEM-leképezési fájlja az EM Data Bankben.
A legtöbb szerkezetet röntgendiffrakcióval, mintegy 7%-ukat fehérje-NMR-rel határozták meg. A röntgendiffrakció a fehérje atomjainak koordinátáinak, az NMR az atompárok távolságainak közelítő értékét határozza meg. A fehérje konformációja NMR-ből kapható meg távolsággeometriai probléma megoldásával. 2013 után egyre több fehérje szerkezetét határozták meg krioelektron-mikroszkópiával.
A röntgendiffrakcióval meghatározott szerkezetek esetén elektronsűrűségi térképük is megtekinthető a három PDB-oldalon.
A PDB-ben lévő szerkezetek száma eleinte igen gyorsan nőtt: 1982-ben 100, 1993-ban 1000, 1999-ben 10 000, 2014-ben 100 000, 2023 januárjában 200 000 regisztrált szerkezet volt.

## Fájlformátum
A PDB által kezdetben használt fájlformátum a PDB fájlformátum volt. Ezt a soronként 80 karakteres lyukkártyaszélesség korlátozta. 1996-ban bevezették az mmCIF (macromolecular Crystallographic Information file) formátumot, mely a CIF kiterjesztése. Ez lett 2014-ben a PDB archívum szabványos formátuma. In 2019, the wwPDB announced that depositions for crystallographic methods would only be accepted in mmCIF format.
A PDB XML-változata, a PDBML 2005-ben jelent meg. A szerkezeti fájlok az alábbi formátumok bármelyikében elérhetők, de egyre több szerkezet nem fér el az eredeti formátumba. Az egyes fájlok az könnyen letölthetők grafikus csomagokként:
- PDB-formátumú fájlokhoz a címek formátuma például: https://www.pdb.org/pdb/files/4hhb.pdb.gz vagy https://pdbe.org/download/4hhb.
- PDBML-fájlok címeinek formátuma például https://www.pdb.org/pdb/files/4hhb.xml.gz vagy https://pdbe.org/pdbml/4hhb.

A „4hhb” a PDB-azonosító. A PDB-ben közzétett szerkezetek 4 karakteres alfanumerikus PDB-azonosítót kapnak. Ez nem egyedi azonosító: egy molekula több eltérő környezetben vagy konformációban lévő szerkezete eltérő azonosítót kaphat.

## Adatmegtekintés
A szerkezeti fájlok számos szabad szoftverrel, például Jmollal, Pymollal, VMD-vel, Molstarral és Rasmollal megtekinthetők. Nem szabad, shareware programok például az ICM-Browser, a MDL Chime, a UCSF Chimera, a Swiss-PDB Viewer, a StarBiochem (Java-alapú interaktív molekulamegtekintő beépített PDB-keresővel), a Sirius, a VisProt3DS (3D-sztereoszkóp nézetben való fehérjevizualizáció anaglif és más módokban) és a Discovery Studio. Az RCSB weblapja szabad és kereskedelmi molekulavizualizációs programokat és beépülőket tartalmazó listát is tartalmaz.

## Fordítás
Ez a szócikk részben vagy egészben  a   Protein Data Bank című angol Wikipédia-szócikk ezen változatának fordításán alapul.  Az eredeti cikk szerkesztőit annak laptörténete sorolja fel. Ez a jelzés csupán a megfogalmazás eredetét és a szerzői jogokat jelzi, nem szolgál a cikkben szereplő információk forrásmegjelöléseként.